# Gaspar Rubio
Gaspar Rubio Meliá (* 14. Dezember 1907 in Serra, Valencianische Gemeinschaft; † 3. Januar 1983 in Mexiko-Stadt, Mexiko), auch bekannt unter den Spitznamen „Rey Gaspar“ und „El Mago“, war ein spanischer Fußballspieler auf der Position eines Stürmers und späterer Trainer.

## Laufbahn als Spieler

### Verein
Rubio begann seine sportliche Laufbahn bei San Sadurní de Noya und wechselte ein Jahr später zum UD Levante. 1928 unterschrieb er bei Real Madrid, die er 1930 im Streit verließ und sich zunächst dem kubanischen Verein Juventud Asturiana und im Dezember 1930 dem in Mexiko beheimateten Real Club España anschloss. Doch sein Vertragsabschluss beim Real Club España wurde vom mexikanischen Fußballverband nicht anerkannt, nachdem Real Madrid sein Veto eingelegt und glaubhaft dargelegt hatte, dass ein noch gültiger Vertrag existiert, der nicht ordnungsgemäß gekündigt wurde. Daher durfte Rubio zwar für verschiedene Vereine aus Mexiko-Stadt in der Hauptstadtliga spielen, um sich fit zu halten, aber nicht dauerhaft als Fußballspieler in Mexiko bleiben. Als er nach Spanien zurückkehrte, spielte er zwar noch eine Zeitlang für Real Madrid, aber nicht mehr in der ersten Liga.
Zur Saison 1932/33 wechselte Rubio zum in der zweiten Liga spielenden Stadtrivalen Athletic Madrid, mit dem ihm in der Saison 1933/34 der Aufstieg und die Rückkehr in die höchste Spielklasse gelang. In der Saison 1934/35 spielte Rubio für den FC Valencia und anschließend noch einmal eine Saison für Athletic Madrid, bevor es wegen des spanischen Bürgerkriegs zu einer mehrjährigen Spielpause der spanischen Liga kam. Nach dem Krieg war Rubio bereits über 30 Jahre alt und hatte seine beste Zeit bereits hinter sich, spielte aber noch mehrere Jahre für verschiedene spanische Vereine, vorwiegend unterhalb der ersten Liga.

### Nationalmannschaft
In den Jahren 1929 und 1930 absolvierte Rubio, der in den Spielzeiten 1929 und 1929/30 zu den Toptorjägern der spanischen Liga zählte, insgesamt 4 Länderspiele für die spanische Nationalmannschaft, in denen er insgesamt 9 Treffer erzielte. Sein erstes Länderspiel betritt er am 17. März 1929 beim 5:0-Sieg gegen Portugal, zu dem er drei Treffer beisteuerte. Einen Monat später erzielte er am 14. April 1929 vier Tore beim 8:1-Sieg gegen Frankreich und wiederum einen Monat später beim 4:3-Sieg gegen England am 15. Mai 1920 zwei Treffer. Nur in seinem vierten und letzten Länderspiel gegen Tschechien, das am 1. Januar 1930 mit 1:0 gewonnen wurde, blieb Rubio ohne Torerfolg.

## Laufbahn als Trainer
Nach seiner aktiven Laufbahn trainierte Rubio mehrere spanische Vereine unterhalb der ersten Liga und wechselte dann nach Mexiko, wo er unter anderem als Trainer für den CF Atlante, Deportivo Toluca und den Club América im Einsatz war. Den Club América trainierte er in den Jahren 1957 und 1958 und seine letzte Trainerstation war der CF Atlante.